# McGinty Mountain
Der McGinty Mountain (665 m) ist ein Bergrücken im San Diego County und separater Teil des Cleveland National Forest.
Auf dem Berg findet sich meist Chaparral. Alte 4WD-Wege und neuere Trails führen über den Bergrücken.